# Eratigena sardoa
Eratigena sardoa là một loài nhện trong họ Agelenidae. Chúng được Paolo Marcello Brignoli miêu tả năm 1977.